# Contea di Newton (Texas)
La contea di Newton in inglese Newton County è una contea dello Stato del Texas, negli Stati Uniti. La popolazione al censimento del 2010 era di 14 445 abitanti. Il capoluogo di contea è Newton. La contea prende il nome da John Newton, un veterano della Guerra d'indipendenza americana.

## Geografia fisica
| Anno | Popolazione | ±%     |
| ---- | ----------- | ------ |
| 1850 | 1,689       | Note:  |
| 1860 | 3,119       | 84.7%  |
| 1870 | 2,187       | −29.9% |
| 1880 | 4,350       | 98.9%  |
| 1890 | 4,650       | 6.9%   |
| 1900 | 7,282       | 56.6%  |
| 1910 | 10,850      | 49.0%  |
| 1920 | 12,196      | 12.4%  |
| 1930 | 12,524      | 2.7%   |
| 1940 | 13,700      | 9.4%   |
| 1950 | 10,832      | −20.9% |
| 1960 | 10,372      | −4.2%  |
| 1970 | 11,657      | 12.4%  |
| 1980 | 13,254      | 13.7%  |
| 1990 | 13,569      | 2.4%   |
| 2000 | 15,072      | 11.1%  |
| 2010 | 14,445      | −4.2%  |

Secondo l'Ufficio del censimento degli Stati Uniti d'America la contea ha un'area totale di 940 miglia quadrate (2400 km²), di cui 934 miglia quadrate (2420 km²) sono terra, mentre 6,1 miglia quadrate (16 km², corrispondenti allo 0,6% del territorio) sono costituiti dall'acqua.

### Strade principali
- U.S. Highway 190
- State Highway 12
- State Highway 62
- State Highway 63
- State Highway 87
- Recreational Road 255

### Contee adiacenti
- Sabine County (nord)
- Vernon Parish (nord-est)
- Beauregard Parish (est)
- Calcasieu Parish (sud-est)
- Orange County (sud)
- Jasper County (ovest)